# Ibiapaba Martins
Ibiapaba de Oliveira Martins (Botucatu, 27 de setembro de 1917 — julho de 1985) foi um romancista brasileiro ganhador do Prêmio Jabuti de 1969. Ibiapaba Martins foi membro da Academia Paulista de Letras, advogado trabalhista, jornalista, crítico de artes, especialista em cinofilia pastoreira, genealogista e judoca pioneiro. Empresta o nome à Escola Municipal Infantil Ibiapaba Martins.
Deixou dois filhos de seu primeiro casamento com Aida Ribas de Oliveira Martins: Ibiapaba de Oliveira Martins Jr, advogado, e Aida Ribas de Oliveira Martins Domingues, também advogada, além de vários netos. Seu neto Ibiapaba de Oliveira Martins Neto (Bicó)é jornalista militante.

## Biografia
Primeiro filho da professora paulistana Jacyra Feitosa Martins e do fiscal de rendas e poeta Luiz de Oliveira Martins Sobrinho, Ibiapaba teve uma irmã e seis irmãos: professora Guanabara  Martins Feitosa, os jornalistas Araguaia Feitosa Martins, Itamarati Feitosa Martins e Itaborai Feitosa de Oliveira Martins, o artista plástico e professor universitário Itajai Feitosa Martins, além de Piratini Feitosa Martins e Aracati Feitosa de Oliveira Martins. (Itaborai Martins trabalhou no Estado de São Paulo e é pai da escritora Cléo Agbeni Martins). Descendente de antigas famílias paulistas e do sul de Minas Gerais, Ibiapaba era bisneto de Francisco de Paula Martins, ex-padre era de Muzambinho.
O escritor formou-se em Direito pela Faculdade de Direito do Largo de São Francisco na turma de 1954. Tornou-se advogado trabalhista, especializado em direito sindical. Foi membro União Brasileira de Escritores, da Academia Paulista de Letras (na cadeira 29). Ibiapaba também trabalhou como jornalista jornalista (para, entre outros jornais, o Correio Paulistano e o Última Hora) e exerceu chefia de redação e editoria de jornal.

## Obra
Ibiapaba foi autor de vários romances. O mais conhecido é, provavelmente, Noites de Relâmpago, por ter ganhado o Prêmio Jabuti de 1969 na categoria romance. Outros romances de destaque são Bocainas do Vento Sul, Sangue na Pedra, Carta para a Mãe do Tempo e a Flor e o Estandarte. o premiado. Ibiapaba também escreveu os livros infantis O Guizo da Cobra e O Piá e seu Bezerro azul.
A obra de Ibiapaba Martins retrata muitas lutas sociais e costumes paulistas e paulistanos. Em mais de uma obra, a trama envolve o protagonista Pirangi.

## Outras atividades
Ibiapaba Martins foi diretor do Sindicato dos Jornalistas de São Paulo e assessor jurídico dos Sindicatos dos Gráficos e dos Metalúrgicos de São Paulo por muitos anos. Também foi crítico de artes; o artista plástico Talambê costumava dizer que "Ibiapaba Martins foi o melhor crítico entre todos."
O escritor também era judoca e, nos 1940, foi o primeiro brasileiro sem ascendência japonesa a ser campeão panamericano de judô. No seu grupo de quatro judocas, ele o único que não tinha ascendência no Leste Asiático. Era discípulo do famoso líder budista paulistano "Pe" Ximba, imigrante japonês que pertencera à Marinha Imperial Japonesa do começo do século XX e fora preso um longo tempo durante a II Grande Guerra.
Ibiapaba Martins também foi especialista em cinofilia, assim como Seu filho Ibiapaba de Oliveira Martins Junior conhecido como "Ibizinho" que é Juiz especiliazado na raça pastores alemães , que juntamente com a esposa Maria Christina Junqueira de Oliveira Martins se destacaram na cinofilia, na modalidade criação. No final da vida Ibiapaba Martins passou a interessar-se também pelo fila brasileiro.
Ibiapaba também foi genealogista.

## Homenagens
A Escola Municipal Infantil Ibiapaba Martins (situada na Rua Maria Eugênia Celso, 295, Parque Artur Alvim, São Paulo) tem esse nome em homenagem ao escritor. Há também uma travessa com seu nome em São Paulo.